# Финн Хадсон
Финн Хадсон (англ. Finn Hudson) — персонаж американского телесериала «Хор». Финн, роль которого исполнил актёр Кори Монтейт, дебютировал в пилотном эпизоде сериала, и оставался одним из главных его персонажей на протяжении четырёх сезонов.

## Создание
Роль Финна Хадсона исполнял актёр Кори Монтейнт. В пилотном эпизоде, роль юного Финна сыграл Джерри Филлпс, а в эпизоде «The Substitute» персонажа в дошкольном возрасте сыграл Джейн Вон. Во время периода прослушивания в актёрский состав «Хора», агент Монтейта, Елена Киршнер, представила кастинг-директорам видеозапись, где Монтейт играет карандашами на импровизированной барабанной установке из контейнеров для еды. Создатель сериала Райан Мёрфи оценил видео, однако отметил, что хотел быть услышать вокал Монтейнта, так как это один из критериев для получения роли в шоу. Монтейнт записал своё исполнение композиции «Can’t Fight This Feeling» американской рок-группы REO Speedwagon, а позже принял участие в «живом» прослушивании в Лос-Анджелесе. Его вокальные данные показались создателям слабыми, однако позже он исполнил следующую песню гораздо лучше, и один из кастинг-директоров, работавших в тот день, отметил, что Монтейт выразил главное качество Финна — «наивного, но не глупого красавца».
В декабре 2010 года Мёрфи объявил, что некоторые члены основного состава «Хора» будут заменены после окончания третьего сезона весной 2012 года, так как по сюжету, их герои должны окончить школу, однако в июле 2011 года стало известно, что Монтейт оказался в числе актёров, которые останутся в шоу. Один из сценаристов сериала, Брэд Фэлчак, отметил, что окончание школы не означает, что герои окончательно покинут сериал, и пока создатели не намерены их отпускать.

## Сюжетные линии
Он является студентом вымышленной средней школы МакКинли в городе Лайма, штат Огайо, капитаном футбольной команды, а также ведущим солистом хора «Новые горизонты». Финн — верхушка среди школьной социальной иерархии, однако присоединился к хору, не боясь быть непонятым друзьями. Позже его примеру последовало ещё несколько футболистов. Персонаж имел романтические отношения с двумя главными женскими героинями сериала — Куинн Фабре и лидирующей солисткой хора Рейчел Берри, а сюжетные линии с участием Финна большей частью сосредоточены на его отношениях с девушками, а также с Куртом Хаммелом, чьим объектом симпатий он являлся до второго сезона и который позже стал его сводным братом.
В третьем сезоне начинает встречаться с Рейчел Берри, в эпизоде «Yes/No»
делает ей предложение, на что она отвечает согласием. В 14 серии их свадьба срывается из-за аварии Куинн Фабре.
В конце третьего сезона уезжает в армию, но возвращается в четвёртом сезоне. Вскоре он ссорится с Рейчел, после чего они расстаются. Финн приезжает в свою старую школу и начинает преподавать у новичков в хоровом кружке, заменяя Мистера Шустера на какое-то время. В середине сезона едет учиться в колледж и начинает общаться с Рейчел.
Финн умирает в начале 5 сезона, в связи со смертью его исполнителя Кори Монтейта. Причину смерти Финна не назвали. В его честь во дворе школы Маккинли посадили дерево с надписью «Quarterback», а в хоровой повесили портрет. Также в конце 6 сезона в честь него назвали актовый зал.

## Отзывы и награды
В одном из интервью Монтейт отметил, что Финн должен вырасти как личность за время сериала: «Финн начал со стереотипного тупого спортсмена, но как показал сюжет, Финн вовсе не тупой, а просто немного наивный». Ранние отзывы критиков о персонаже были смешанными. Тодд ВанДерВеррф из The A.V. Club посчитал, что в пилотном эпизоде Монтейт вместе с Лией Мишель были неплохой парой; Эпик Голдман из IGN писал, что изначально Финн представился не с самой лучшей стороны и до конца не раскрылся; Тим Стейк из издания Entertainment Weekly указал, что в эпизоде второго сезона «Furt», который частично сфокусирован на Финне, персонаж предстал окончательно сформировавшимся героем. За свою роль Монтейт в 2011 году стал лауреатом премии Teen Choice Award в номинации «Лучший актёр комедийного телесериала», а годом ранее был номинирован в той же категории и ещё на несколько премий, включая награду Гильдии киноактёров США.